# 男はつらいよ 寅次郎夕焼け小焼け
『男はつらいよ 寅次郎夕焼け小焼け』（おとこはつらいよ とらじろうゆうやけこやけ）は、1976年7月24日に公開された日本映画。『男はつらいよ』シリーズの17作目。同時上映は『忍術猿飛佐助』。

## あらすじ
寅次郎が旅先で見た夢は『ジョーズ』の世界であり、おいちゃん、おばちゃん、満男を殺した人食い鮫が、さらに源公、さくらも殺し、寅次郎は必死に鮫を釣ろうとする。
「とらや」に久々に帰って来た寅次郎は、満男の小学校入学を祝う話題で内輪ゲンカをして、家を飛び出す。憂さを晴らそうと上野駅前の焼き鳥屋で飲んでいたところ、みすぼらしい老人（宇野重吉）が無銭飲食を店員にとがめられるのを目にする。かわいそうに思って支払いを肩代わりし、ハシゴして二人で飲んだ後、家に連れて帰る。
とらやに一晩泊まり、宿屋と間違えた老人は、おいちゃんたちに横柄な態度を取り、ひんしゅくを買う。家族に苦情を言われた寅次郎に説教された老人は、「おわびだ」と言って紙に筆で落書きしたかのように描いた絵を渡す。寅次郞は、老人に「持ってけば、いくらかにはなるから」と指定された神保町の古本屋に出かけ、半信半疑でその紙切れを店の主人（大滝秀治）に見てもらったところ、「7万円で譲って欲しい」と言われ、腰を抜かす。実はこの老人こそ、日本画壇を代表する池ノ内青観画伯だったのだ。
寅次郎が喜び勇んでとらやに戻ると、青観は既に自邸に帰っていた。画伯を身なりで判断し、冷たく帰してしまったことを残念に思う寅次郎たちは、満男が画伯に描いてもらった絵の取り合いをして破ってしまったことをきっかけとして喧嘩になり、そのことを反省した寅次郎はとらやを出て行く。さくらは、絵の代金の７万円を池ノ内家に返しに行く。それほどの大金をもらうだけのもてなしをしていないという理由だった。
寅次郎は、旅先の播州龍野で青観と再会する。龍野出身の画伯は、市で飾る絵を描いてもらいたいと龍野市に招かれていたのだ。画伯に請われる形で、市主催の接待の宴席で杯を傾けた寅次郎は、そこで「ぼたん」という名の美しく気っ風のいい芸者（太地喜和子）と出会い、連日宴席をともにして、親しくなる。寅次郎は、「いずれそのうち所帯を持とうな」と冗談を言って、ぼたんと別れる。
寅次郎は、柴又に帰った後も、龍野での豪遊生活が懐かしく思い出され、腑抜けになってしまうが、ぼたんの突然の来訪に生気を取り戻す。「私と所帯持つ約束したやないの」と冗談を言って現れたぼたんは、とらやで温かく迎えられるが、実はある重大な目的で来ていた。芸者をやって必死に貯めた虎の子の200万円を、客であった鬼頭という悪い男（佐野浅夫）に投資目的で騙し取られ、東京で店をやっている鬼頭に直談判に来たのだ。自分一人では打開できず、その件を告白するぼたんの話に、寅次郎たちは憤慨する。暴力に訴えることも警察に訴え出ることも意味がないと知った寅次郎は、経験豊富なタコ社長をぼたんに同行させるが、したたかな鬼頭は今の財産はすべて自分名義ではないと抗弁して、泣き寝入りさせようとする。
その顛末を聞いた寅次郎は、義憤にかられ、とらやを飛び出す。元々は鬼頭を成敗しに出かけたつもりだったが、鬼頭の居場所が分からない。はたと困った寅次郎は、ある解決策を思いつく。青観の家に向かった寅次郎は、ぼたんの苦境を話し、ぼたんが売却できるような絵を描いてほしいと頼む。それに対し、画伯は難色を示す。「絵を描くということは僕の仕事なんだ。金を稼ぐためのもんじゃない」というのが理由だった。寅次郎は画伯の頭の固さに暴言を吐いて、画伯の家を後にする。画伯の心に、初めて会った時の寅次郎の見返りを求めない思いやりが突き刺さる。お礼として渡したはずの「７万円」が戻ってきたことも聞いていた。
寅次郎の全力の気持ちに感激したぼたんは、幸せだと涙をこぼし、鬼頭の居場所を知らない寅次郎はどこに行ったのだろうと周囲が疑問に思う中、東京を去る。去り際「寅さん、好きな人おるん？」と尋ねるぼたんに、さくらは何かを感じ取る。同じ日、東京を発つ寅次郎に上野駅までカバンを届けたさくらは、「好きなんじゃないかしら、お兄ちゃんのこと」とぼたんの気持ちを伝える。
龍野を再び訪れた寅次郎は、ぼたんを見つけ、「お前さんと所帯を持とうと思ってやって来たんだよ」と冗談めかすが、ぼたんは真剣な顔をして、バタバタと寅次郎を家に招き入れる。そこには、青観画伯の描いた牡丹の花の絵が飾ってあり、ついこの間送られてきたと言う。市からは200万円で譲り受けたいと言われたそうだが、ぼたんは言う。「私譲らへん。絶対譲らへん。一生宝物にするんや。」寅次郎は、青観のいる東京の方角を向いて、先日の暴言を詫び、心からの感謝を述べるのであった。

## キャスト
- 車寅次郎：渥美清
- さくら：倍賞千恵子
- 芸者ぼたん：太地喜和子
- 車竜造：下條正巳
- 車つね：三崎千恵子
- 諏訪博：前田吟
- 社長：太宰久雄
- 源公：佐藤蛾次郎
- 満男：中村はやと
- 観光課長：桜井センリ
- 龍野市市長：久米明
- 青観夫人：東郷晴子
- 飲み屋の女将：西川ひかる
- 印刷工:笠井一彦
- お手伝い1（池ノ内家）：岡本茉利
- マンションの管理人：佐山俊二
- 加藤潤
- 城戸卓
- 印刷工:長谷川英敏
- 印刷工:木村賢治
- 印刷工:羽生昭彦
- 江藤孝
- 原大介
- 江戸屋:高木信夫
- 土田桂司
- とらやの客：谷よしの
- 芸者:光映子
- 統一劇場
- 観光係員・脇田[6]：寺尾聰
- 鬼頭：佐野浅夫
- 大雅堂の主人：大滝秀治
- 御前様：笠智衆
- 志乃：岡田嘉子
- 池ノ内青観：宇野重吉
- お手伝い2（志乃の家）：榊原るみ（ノンクレジット）
- 宴会の仲居:水木涼子（ノンクレジット）
- ヒガシマル醤油従業員:露木幸次（ノンクレジット）

## ロケ地
- 兵庫県たつの市(岩見港、中垣内川、清江橋、梅玉旅館(宴会)、龍野橋、龍野公園、武家屋敷跡、中原邸、龍野醤油ヒガシマル醤油第二工場、国民宿舎「赤とんぼ荘」前)
- 東京都足立区(西新井大師・啖呵売)、千代田区(大屋書房(大雅堂))、台東区上野、港区赤坂(鬼頭のマンション)

佐藤(2019)、p.623

## エピソード
- タイトルの「夕焼け小焼け」は、龍野出身の三木露風が作詞した『赤とんぼ』より。市長室に歌詞を大書した額が飾られ、市長の挨拶や市の観光課長の案内の中にも三木露風の話が出てきているし、防災行政無線でも『赤とんぼ』が流れている。
- 主題歌の2番の歌詞が特殊である。「当てもないのにあるよな素振り　それじゃ行くぜと風の中　止めに来るかと後振り返りゃ　誰も来ないで汽車が来る　男の人生一人旅　泣くな嘆くな　泣くな嘆くな影法師　影法師」[疑問点 – ノート]。
- 第6作で一度だけ登場したタコ社長の長男が、寅次郎と社長の会話で言及されている。
- 青観と志乃（岡田嘉子）の会話は、本作のみならず、シリーズの名場面の一つ。[7]若い頃志乃と結ばれる道を選ばなかったことへの後悔を語る青観に対し、志乃は人生に後悔はつきもの、「ああすりゃよかったなあという後悔とどうしてあんなことをしてしまったんだろうという後悔」があると言って[8]、慰める。
- 劇団民藝の重鎮・宇野重吉が、マドンナ以外では極めて異例の「トメ」(出演者最後の1枚クレジット)で迎えられている。宇野と下条正巳は1971年の大量脱退騒動で決裂した仲だが、今回は共演場面もある。和解があったのかどうかは不明だが、今回、同劇団の残留派からは大滝秀治が、脱退派からは佐野浅夫が出演している。その宇野重吉は長男寺尾聡と本作で共演をしている。
- 岡田嘉子がソ連から帰国後、初めて映画、テレビドラマで役を演じたのが本作である。
- DVDに収録されている特典映像の「特報」及び「予告編」では以下のような別カットが挿入されている。
  - 龍野を去る寅一行を見送るぼたんのロングバージョン
  - ラストシーン近くで、寅がアイスキャンディを購入する場所が本編では龍野の大きな川の橋であるが、特報では龍野の街の小さな橋になっている。また予告編では、アイスクリームの旗に対し邪魔そうな顔をしているシーンが入っている。
  - おばちゃんが「お茶の一杯も飲ませないで」と言いながらお皿を拭くシーンが本編ではお皿に息を当てている。
  - 冒頭の釣りのシーンでは予告編では「坊主釣れたぞ」という台詞になっているが本編では無い。また本編では海岸側からの撮影になっているが予告編では陸側である。
  - 龍野を再訪する寅次郎がぼたんと再会するシーンで、本編では前方からの撮影であるが、予告編では後方からの撮影になっている。
- 使用されたクラシック音楽
  - 瀬戸口藤吉作曲『軍艦行進曲』～寅さんが、とらやに電話する上野の飲み屋。
  - テクラ・バダジェフスカ作曲『乙女の祈り』オルゴール～とらやの二階、寅さんと青観が対話。柴又商店街から聞こえてくる。
  - 山田耕筰作曲『赤とんぼ』（三木露風作詞）メロディー～龍野橋の夕暮れ。
  - ツェルニー30番練習曲第4番～ぼたんと社長が鬼頭のマンションを探す。
  - スコットランド民謡「故郷の空」（Comin' thro' the Rye）～江戸川土手に寝そべる寅さん。
  - フレデリック・ショパン作曲、ロイ・ダグラス編曲『レ・シルフィード』から『華麗なる大円舞曲』：ぼたんと社長が鬼頭と会う天津飯店のBGM。

## スタッフ
- 製作：名島徹
- 企画：高島幸夫 小林俊一
- 監督：山田洋次
- 監督助手：五十嵐敬司
- 脚本：山田洋次 朝間義隆
- 原作：山田洋次
- 撮影：高羽哲夫
- 音楽：山本直純
- 美術：出川三男
- 装置：小野里良
- 装飾：町田武
- 録音：中村寛
- 調音：松本隆司
- 照明：青木好文
- 編集：石井巌
- スチール：長谷川宗平
- 衣裳：松竹衣裳
- 現像：東京現像所
- 進行：玉生久宗
- 製作進行：内藤誠
- 協力：ブルドックソース 柴又神明会

## 記録
- 観客動員：168万5000人[9]
- 配給収入：9億7400万円[10]（9億1000万円[9]とも）

## 受賞
- 第31回毎日映画コンクール日本映画優秀賞
- 第50回キネマ旬報ベスト・テン
  - 日本映画第2位（シリーズ全作品中、最高順位）
  - 助演女優賞／太地喜和子
- 第19回ブルーリボン賞ベスト・テンランクイン
- 第1回報知映画賞助演女優賞／太地喜和子
- 第5回文化庁優秀映画